# Alta via della Valle d'Aosta n. 1
L'Alta via della Valle d'Aosta n. 1 (in francese: Haute route n. 1 de la Vallée d'Aoste), detta anche Alta via dei Giganti (Haute route des Géants) è un'alta via il cui tracciato parte e termina nel territorio della Valle d'Aosta, ma si sviluppa in parte anche nel Biellese, al cospetto dei massicci più elevati delle Alpi: Monte Rosa, Cervino e Monte Bianco. 
È la seconda e ultima parte del tracciato del tor des Géants e viene interamente percorsa da Donnas a Courmayeur, attraversando tutte le vallate laterali della sinistra orografica (settentrionale) della Valle d'Aosta; nell'ordine: valle del Lys, val d'Ayas, Valtournenche, vallone di Saint-Barthélemy, Valpelline, valle del Gran San Bernardo, val Ferret.
Raggiunge la sua massima elevazione nel col de Malatra.

## Elenco delle tappe

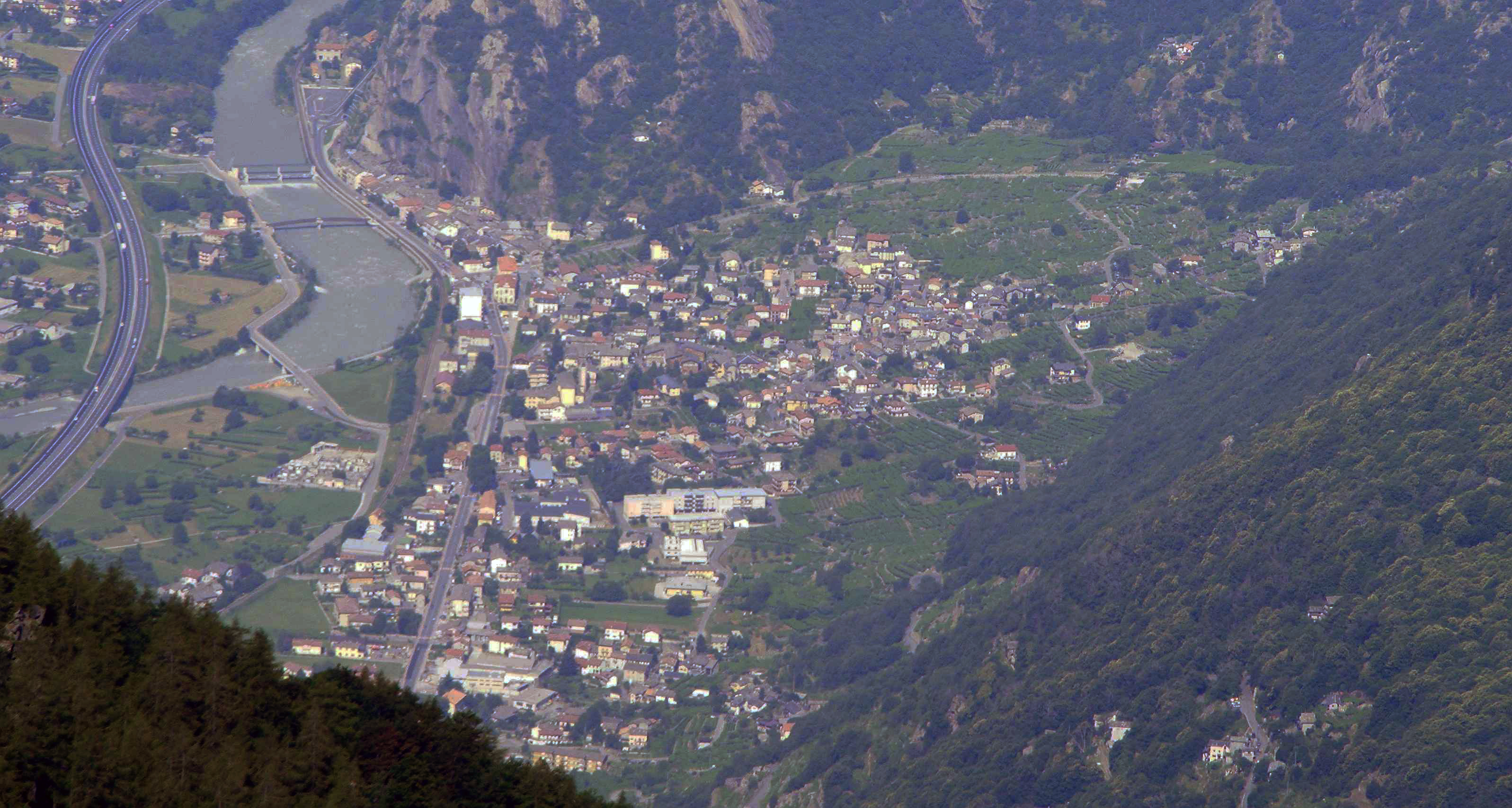
Donnas

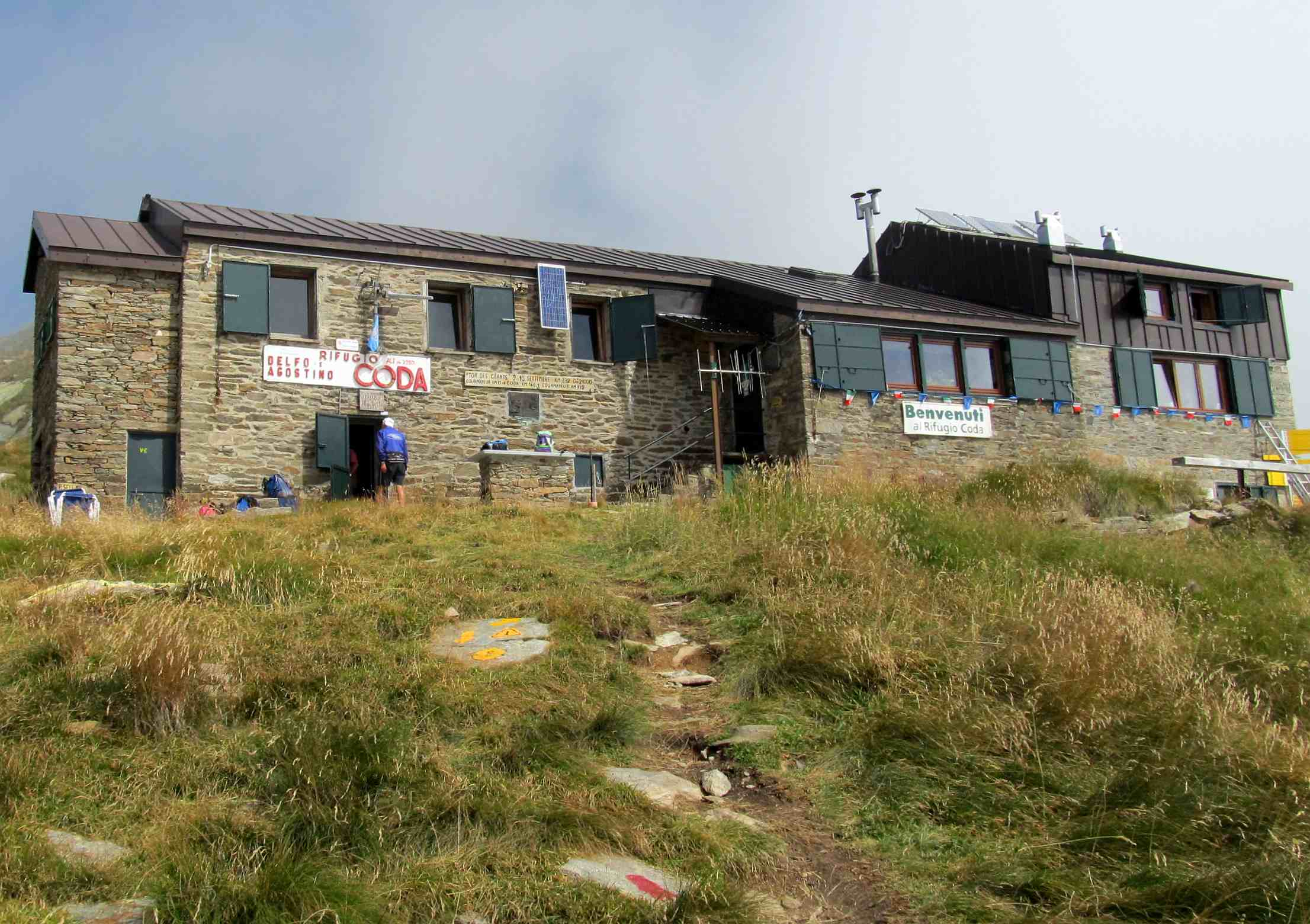
Rifugio Coda

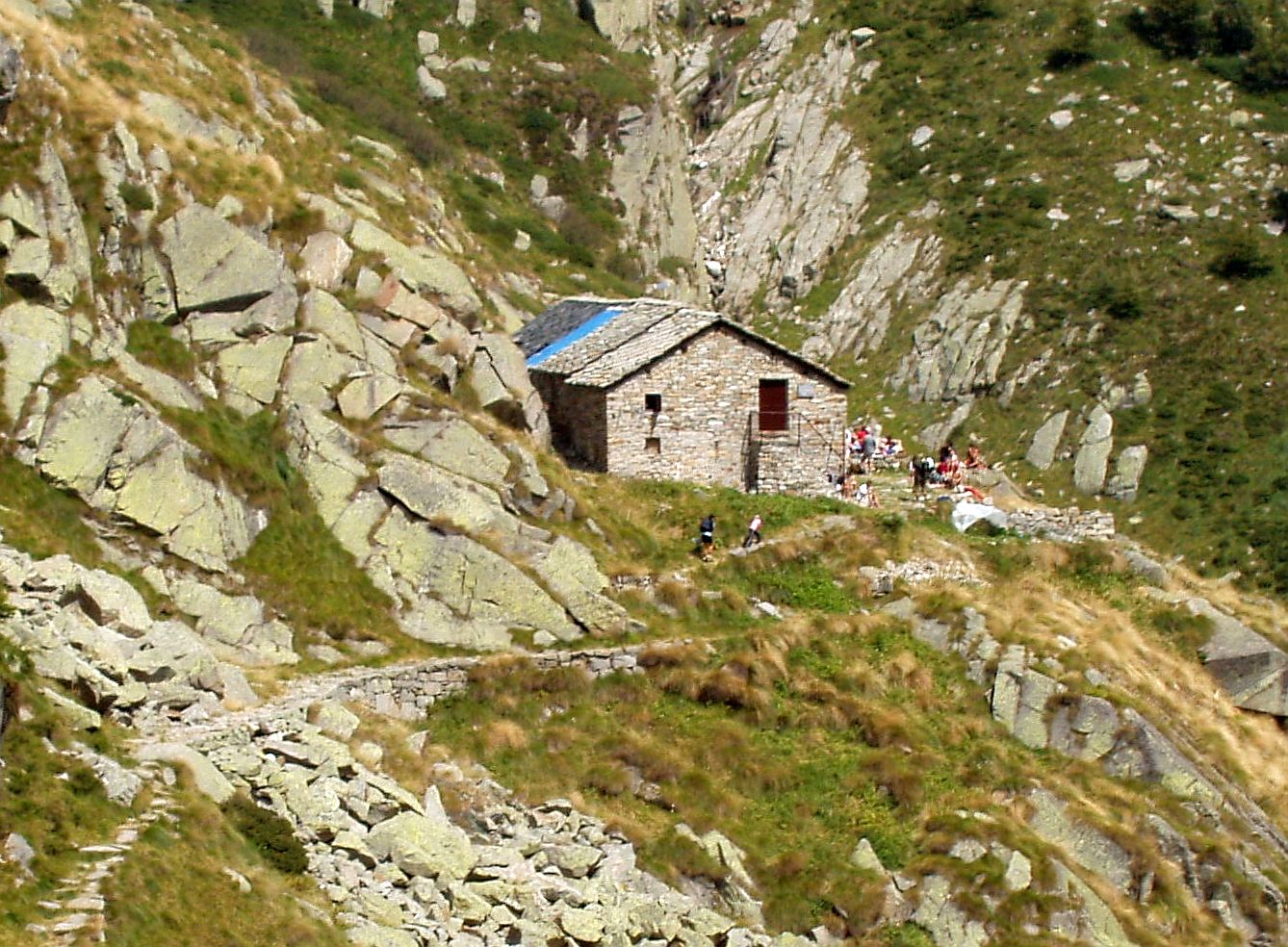
Rifugio della Vecchia

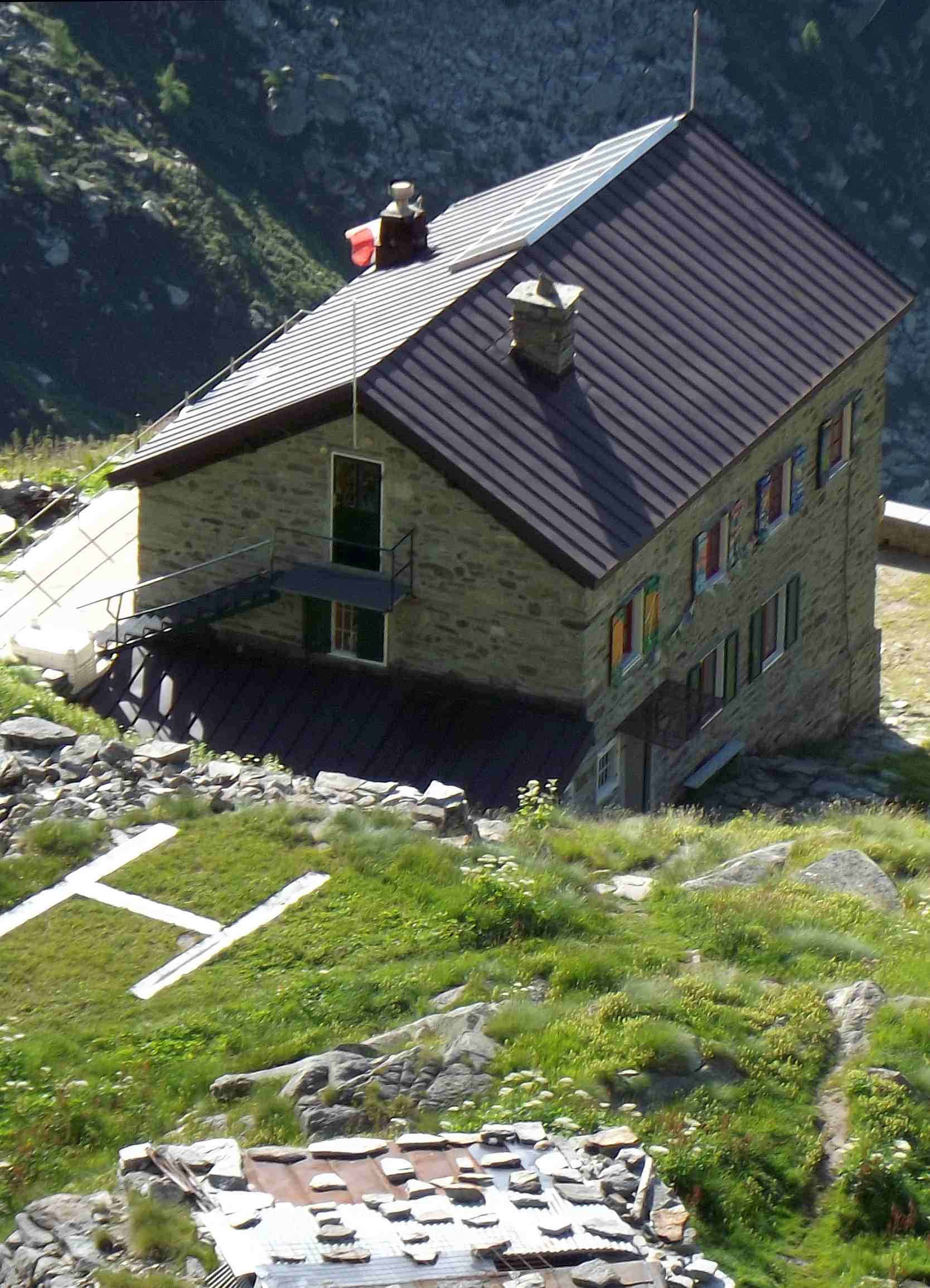
Rifugio Alfredo Rivetti

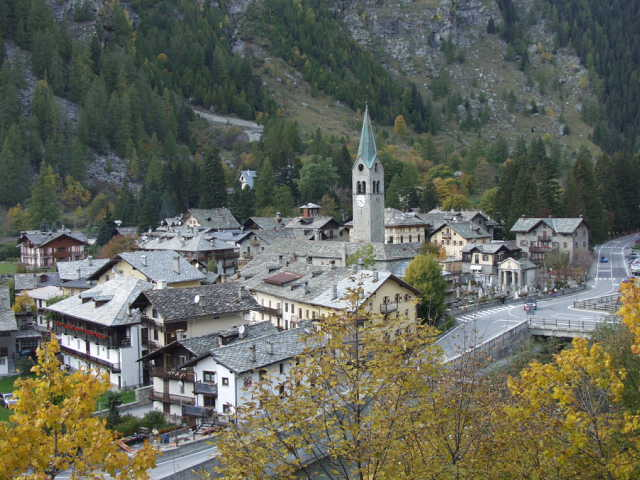
Gressoney-Saint-Jean

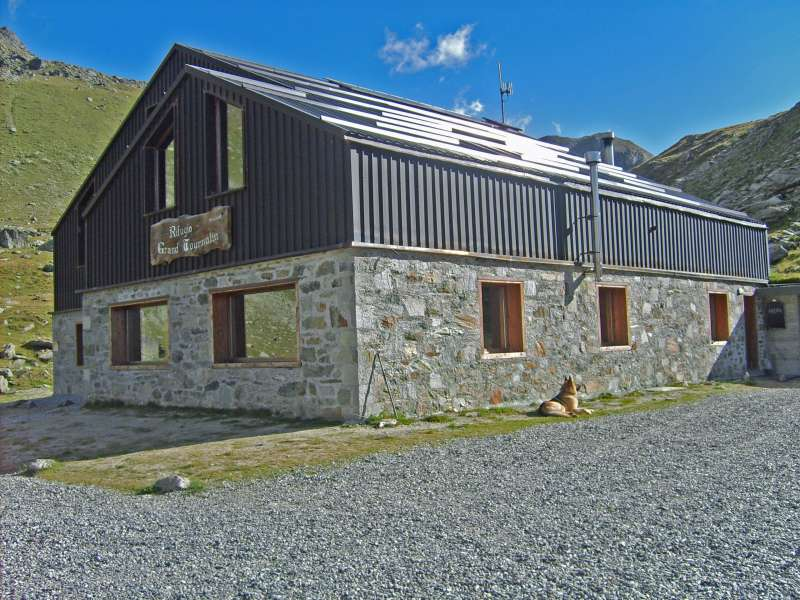
Rifugio Grand Tournalin

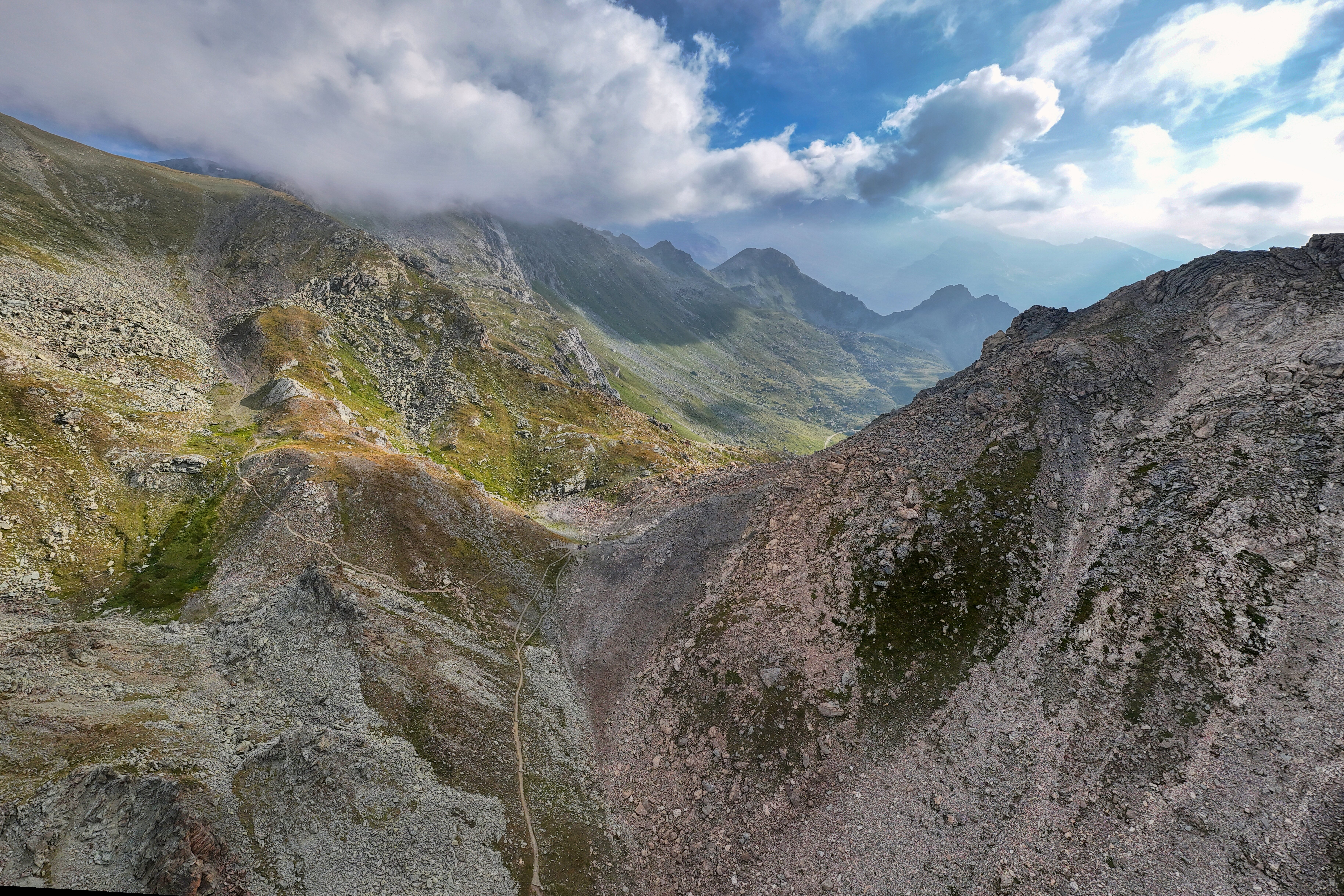
Col de Nannaz

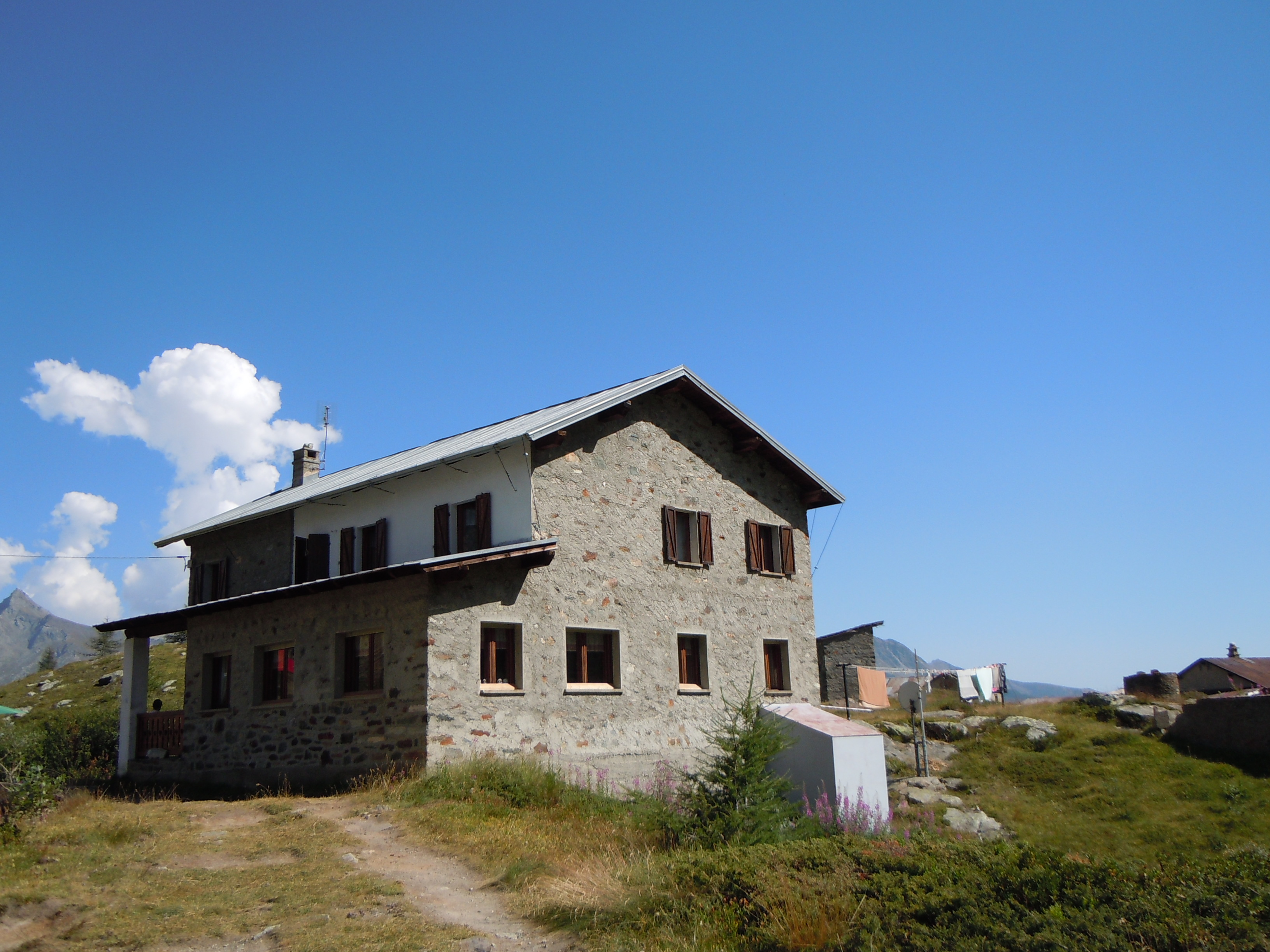
Rifugio Barmasse

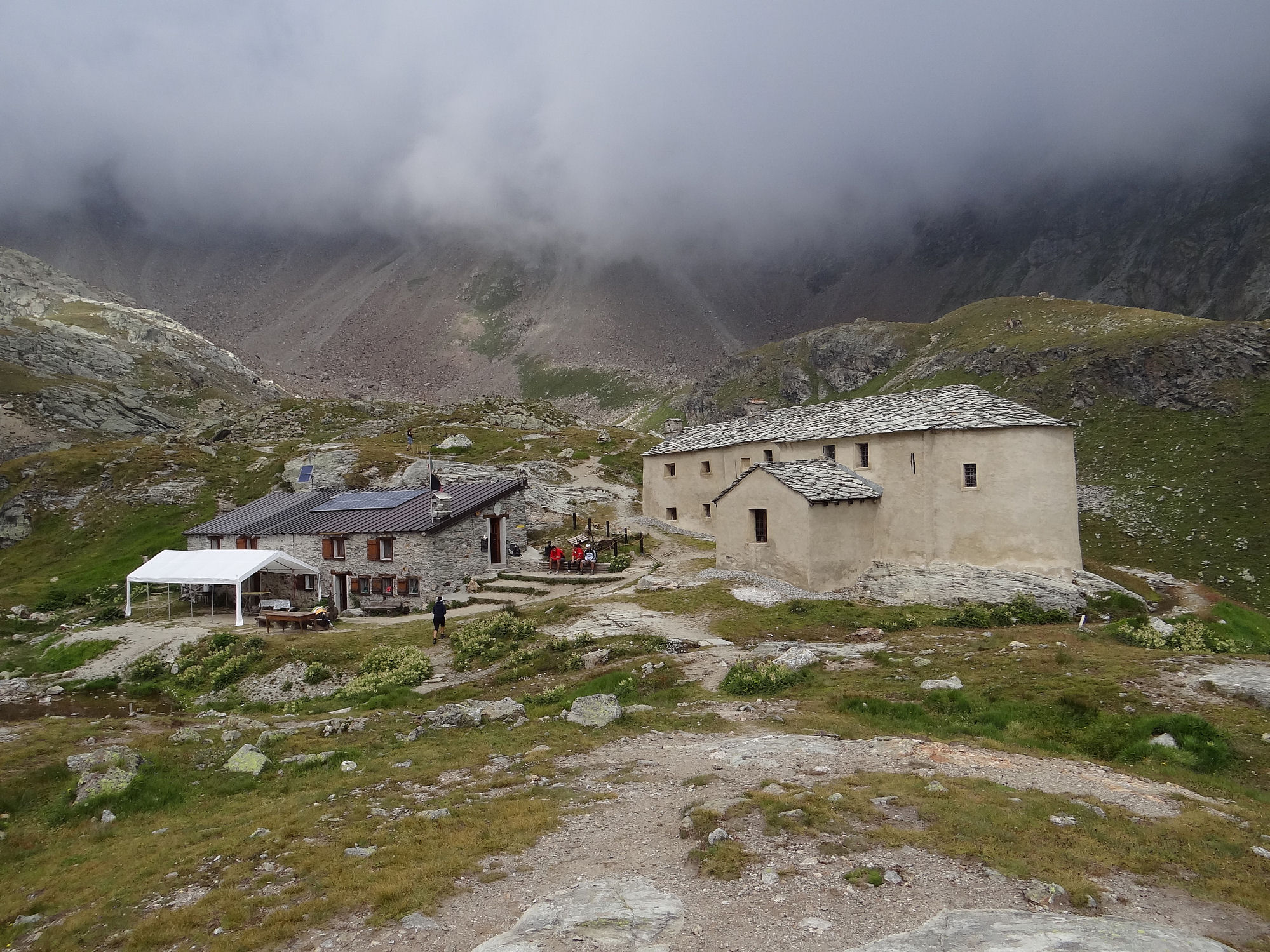
Rifugio Oratorio di Cunéy

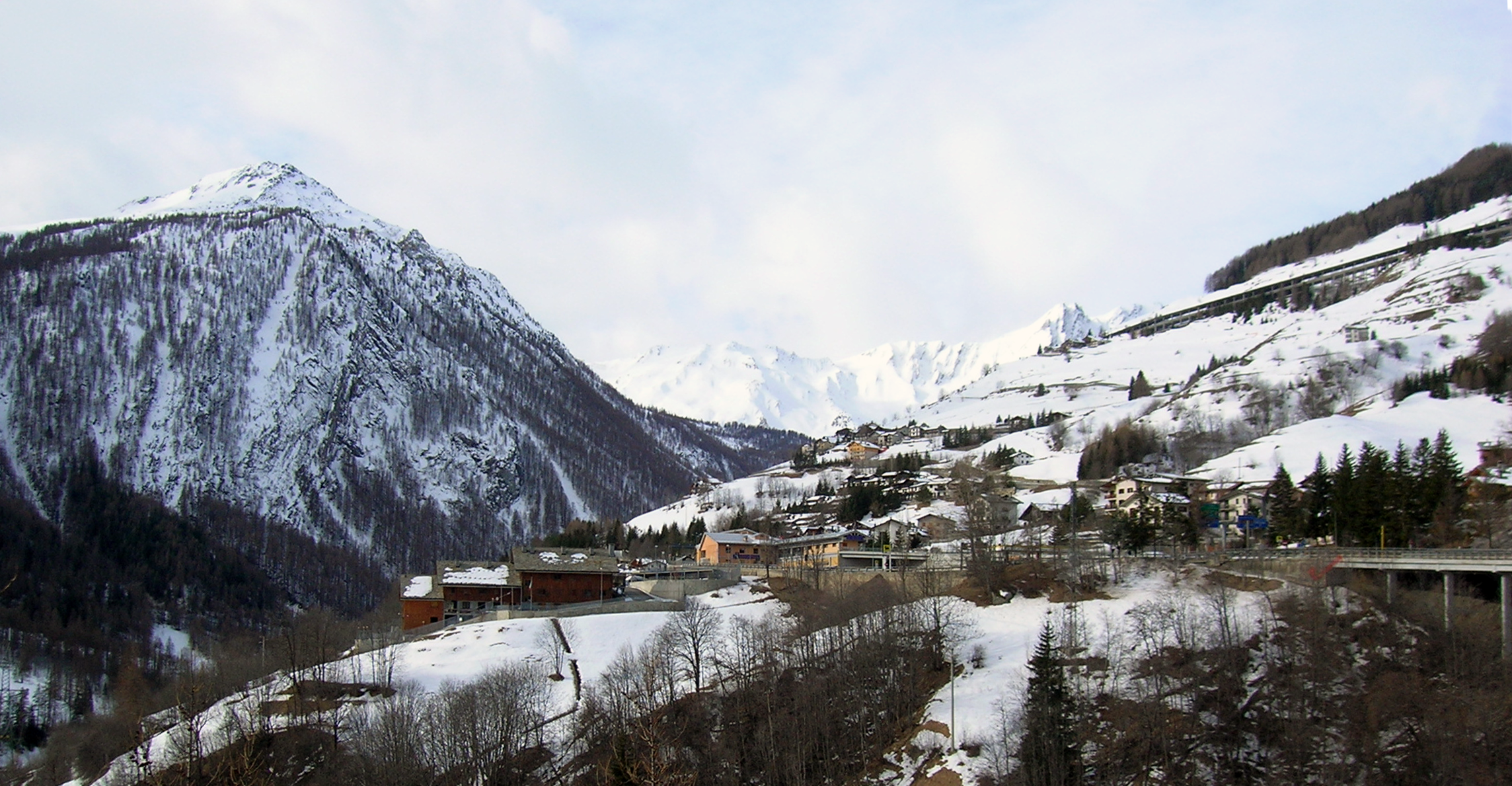
Saint-Rhémy-en-Bosses

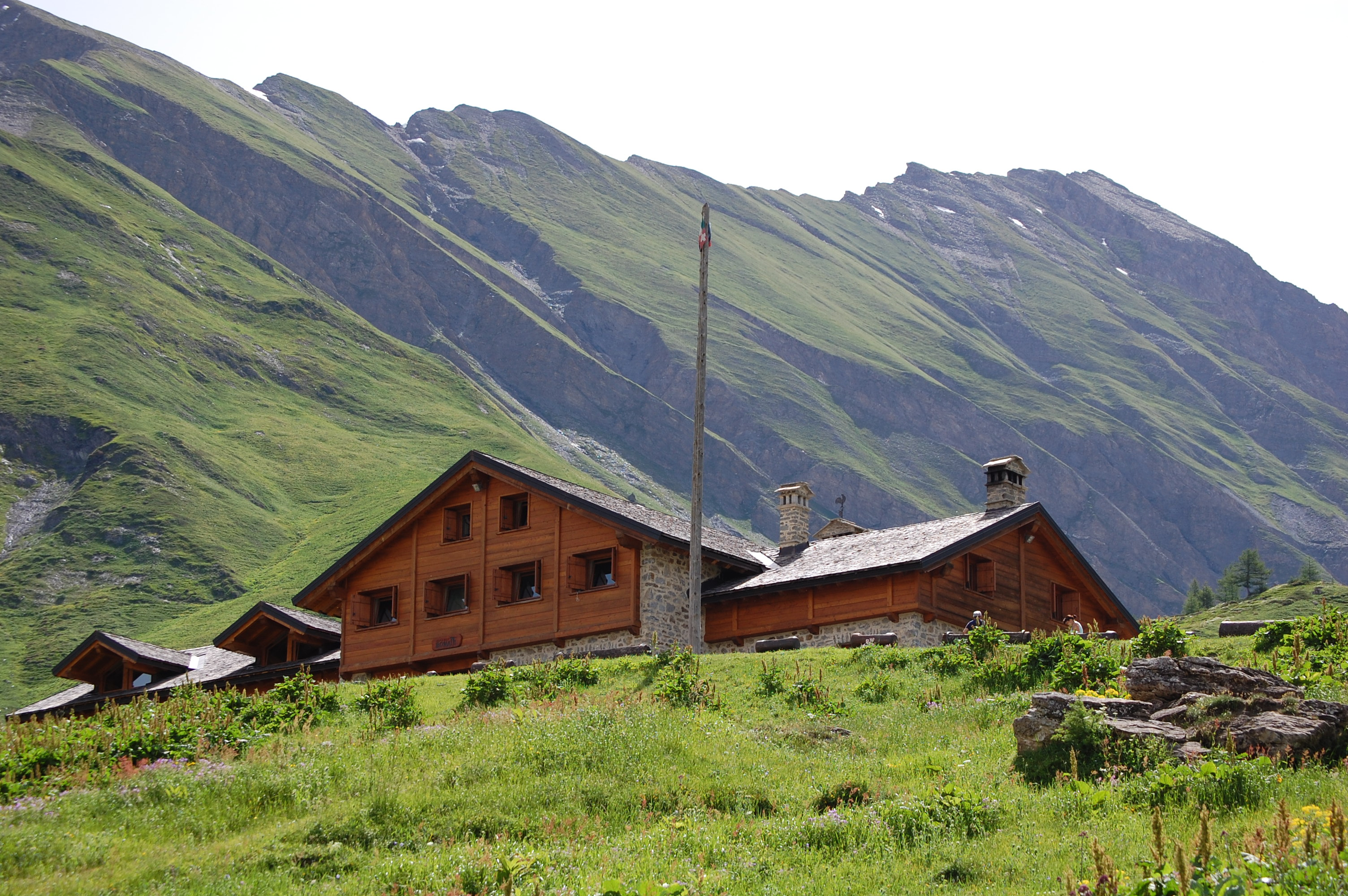
Rifugio_Walter_Bonatti

### 1ª tappa
- Partenza: Donnas (329 m s.l.m.)
- Arrivo: La Sassaz (1433 m s.l.m.)
- Durata: 6/7 h
- Difficoltà: E

### 2ª tappa
- Partenza: La Sassaz (1433 m s.l.m.)
- Arrivo: rifugio Coda (2280 m s.l.m.)
- Durata: 4/5 h
- Difficoltà: EE

### 3ª tappa
- Partenza: rifugio Coda (2280 m s.l.m.)
- Arrivo: rifugio della Vecchia (1872 m s.l.m.)
- Durata: 9/10 h
- Difficoltà: E

### 4ª tappa
- Partenza: rifugio della Vecchia  (1872 m s.l.m.)
- Arrivo: rifugio Alfredo Rivetti (2150 m s.l.m.)
- Durata: 5/6 h
- Difficoltà: E

### 5ª tappa
- Partenza: rifugio Alfredo Rivetti (2150 m s.l.m.)
- Arrivo: Gressoney-Saint-Jean (1405 m s.l.m.)
- Durata: 6 h
- Difficoltà: E

### 6ª tappa
- Partenza: Gressoney-Saint-Jean (1405 m s.l.m.)
- Arrivo: rifugio Vieux Crest (1935 m s.l.m.)
- Durata: 5/6 h
- Difficoltà: E

### 7ª tappa
- Partenza: rifugio Vieux Crest (1935 m s.l.m.)
- Arrivo: rifugio Grand Tournalin (2534 m s.l.m.)
- Durata: 4/5 h
- Difficoltà: E

### 8ª tappa
- Partenza: rifugio Grand Tournalin (2534 m s.l.m.)
- Arrivo: rifugio Barmasse (2157 m s.l.m.)
- Durata: 5/6 h
- Difficoltà: E

### 9ª tappa
- Partenza: rifugio Barmasse (2157 m s.l.m.)
- Arrivo: rifugio Oratorio di Cunéy (2652 m s.l.m.)
- Durata: 6/7 h
- Difficoltà: E

### 10ª tappa
- Partenza: rifugio Oratorio di Cunéy (2652 m s.l.m.)
- Arrivo: Le Closé (1465 m s.l.m.)
- Durata: 5/6 h
- Difficoltà: E, F la variante al Mont Faroma

### 11ª tappa
- Partenza: Le Closé (1456 m s.l.m.)
- Arrivo: rifugio Letey-Champillon (2465 m s.l.m.)
- Durata: 7/8 h
- Difficoltà: E

### 12ª tappa
- Partenza: rifugio Letey-Champillon (2465 m s.l.m.)
- Arrivo: Saint-Rhémy-en-Bosses (1619 m s.l.m.)
- Durata: 5 h
- Difficoltà: E

### 13ª tappa
- Partenza: Saint-Rhémy-en-Bosses (1619 m s.l.m.)
- Arrivo: rifugio Walter Bonatti (2025 m s.l.m.)
- Durata: 7 h
- Difficoltà: E

### 14ª tappa
- Partenza: rifugio Walter Bonatti (2025 m s.l.m.)
- Arrivo: Courmayeur (1223 m s.l.m.)
- Durata: 3/4 h
- Difficoltà: E